# Don Randi
Don Randi, geboren als Don Schwartz, (New York, 25 februari 1937) is een Amerikaanse jazzpianist en componist op het gebied van jazz, popmuziek en klassieke muziek.

## Carrière
Randi groeide op in de Catskill Mountains van New York en kreeg dertien jaar lang muziekonderricht. In 1954 verhuisde hij naar Los Angeles. Sinds die tijd was hij een drukbezet studiomuzikant. Hij schreef soundtracks voor talrijke film- en tv-producties en speelde daarbij mee, ook voor reclame en popalbums.
Sinds de jaren 1960 werkte hij samen met meerdere bekende rock-, pop-, jazz- en soulmuzikanten. Hij was onder andere betrokken bij de hit Good Vibrations van The Beach Boys en speelde voor Abba. Hij nam in 1960 onder zijn eigen naam op voor World Pacific Records, in 1962 voor Verve Records (als trio met Leroy Vinnegar en Mel Lewis) en voor de labels Palomar, Reprise Records, Capitol Records, Poppy, Sheffield Lab en Headfirst. 
Randi woont en werkt sinds lange tijd in de omgeving van Los Angeles. Hij is daar bekend als de eigenaar van de Studio City Club en de Baked Potato. Ook kreeg hij bekendheid als jarenlange orkestleider van Quest, die speelden in de fusion- en crossover-stijl. Hij treedt regelmatig op in de Baked Potato met Quest.
Hij werkte onder andere met Carole King, James Brown, Marvin Gaye, Quincy Jones, Simon & Garfunkel, Frank Zappa en Frank Sinatra.
- Biblioteca Nacional de España: XX4789125
- Gemeinsame Normdatei: 135312108
- International Standard Name Identifier: 0000 0001 1494 1125
- Library of Congress Control Number: n91125834
- MusicBrainz: f1a0fbb3-3ec4-4a78-87ba-8be09efd5546
- Nationale Bibliotheek van Israël: 987007432526605171
- Virtual International Authority File: 80101320
- WorldCat: E39PBJmP6wwHxyFM66q797WVYP